# Polugrupa
U matematici, polugrupa je algebarska struktura koja se sastoji od skupa S, koji je zatvoren obzirom na neku asocijativnu binarnu operaciju.

## Definicija
Polugrupa je uređeni par {\displaystyle (S,\cdot _{S})} skupa S i binarne operacije {\displaystyle \cdot _{S}:S\times S\rightarrow S} koja svakom paru elemenata iz S pridružuje element iz S. Djelovanje funkcije {\displaystyle \cdot _{S}} na par {\displaystyle (x,y)} najčešće označavamo kao  {\displaystyle x\cdot _{S}y}  ili  {\displaystyle x\cdot y}.
Operacija {\displaystyle \cdot _{S}} mora biti asocijativna, to jest mora vrijediti {\displaystyle (x\cdot y)\cdot z=x\cdot (y\cdot z)} za svaki {\displaystyle x,y,z\in S}.